# Jazz dans la nuit
Jazz dans la nuit est une mélodie pour voix et piano d'Albert Roussel composée en 1928 sur un poème de René Dommange.

## Présentation

### Texte
Jazz dans la nuit présente un « bal nocturne dans un parc, au son d'un big band complice d'amours furtives ». Le poème est de René Dommange, alors directeur des éditions Durand, qui offrit le manuscrit de son texte à Roussel.

### Mélodie
Albert Roussel compose la mélodie en 1928. Le manuscrit autographe porte la date « Paris, 30 décembre 1928 ». La partition est écrite pour voix aiguë (ténor ou soprano) et piano et dédiée à Mme René Dommange. 
Jazz dans la nuit est publié par Durand en 1929. La même année, l'éditeur publie dans un recueil intitulé Six mélodies une traduction en anglais de l’œuvre due à Rosa Newmarch (en) : Jazz at night.

## Création
L’œuvre est créée à Paris le 18 avril 1929 lors d'un festival Roussel, par la cantatrice Claire Croiza et le compositeur au piano, salle Gaveau,.
La pièce est redonnée quelques jours plus tard, à Bruxelles, à la salle de musique de chambre du Palais des Beaux-Arts, le 23 avril 1929, par Régine de Lormoy et le compositeur. 

## Analyse
Selon le musicologue Gilles Cantagrel, « à quelques exceptions près, le récit vocal demeure bien découpé, en phrases souvent ascendantes épanouies dans l'aigu ». 
L'ambiance jazz est stylisée dès l'introduction du piano, dont les sonorités « imitent celles du jazz band », et par la ligne mélodique, qui « souligne le timbre du saxophone évoqué par les allitérations nasalisantes du texte : « en sanglotant de longues et très tendres plaintes » ». Damien Top juge ainsi que Jazz dans la nuit « témoigne d'une parfaite assimilation de l'idiome jazzistique (ragtime et foxtrot) ».
Cantagrel relève une « tonalité très affirmée pimentée d'emprunts », et une « rythmique variée : syncopes chaloupées, figures de cake-walk et de rag-time, contretemps, suggestions instrumentales (glissandos de trombones, riffs de cuivres, piano bastringue) ». Autant de caractéristiques qui expliquent que le compositeur Pierre Vellones ait réalisé une transcription de Jazz dans la nuit pour voix et petit ensemble à coloration jazz (avec 2 trompettes, trombone, 3 saxophones, banjo, timbales, batterie et piano).
La durée moyenne d'exécution de l’œuvre est de quatre minutes environ.
La mélodie porte le numéro d'opus 38 et, dans le catalogue des œuvres du compositeur établi par la musicologue Nicole Labelle, le numéro L 49.

## Discographie
- Albert Roussel : les mélodies (intégrale) — Marie Devellereau (soprano), Yann Beuron (ténor), Laurent Naouri (baryton), Billy Eidi (piano), Timpani 2C2064 (2001).
- Albert Roussel Edition (CD 9) — Mady Mesplé (soprano), Dalton Baldwin (piano), Erato 0190295489168 (2019)[5].

### Ouvrages généraux
- Gilles Cantagrel, « Albert Roussel », dans Brigitte François-Sappey et Gilles Cantagrel (dir.), Guide de la mélodie et du lied, Paris, Fayard, coll. « Les Indispensables de la musique », 1994, 916 p. (ISBN 2-213-59210-1), p. 571-577.

### Monographies
- Nicole Labelle, Catalogue raisonné de l'œuvre d'Albert Roussel, Louvain-la-Neuve, Département d'archéologie et d'histoire de l'art, Collège Érasme, coll. « Publications d'histoire de l'art et d'archéologie de l'Université catholique de Louvain » (no 78), 1992, 159 p.
- Jean-Christophe Marti, « Catalogue des œuvres », dans École normale de musique de Paris, Jean Austin (dir.), Albert Roussel, Paris, Actes Sud, 1987, 125 p. (ISBN 2-86943-102-3), p. 46–95.
- Damien Top, Albert Roussel : Un marin musicien, Biarritz, Séguier, coll. « Carré Musique », 2000, 170 p. (ISBN 2-84049-194-X).
- Damien Top, Albert Roussel, Paris, Bleu nuit éditeur, coll. « Horizons » (no 53), 2016, 176 p. (ISBN 978-2-35884-062-0).